# Werner Schulz
Werner Gustav Schulz (ur. 22 stycznia 1950 w Zwickau, zm. 9 listopada 2022 w Berlinie) – niemiecki polityk, poseł do Bundestagu, deputowany do Parlamentu Europejskiego VII kadencji.

## Życiorys
Ukończył studia z zakresu technologii żywności na Uniwersytecie Humboldtów w Berlinie. Pracował jako asystent naukowy najpierw na tej uczelni, następnie w instytucie zajmującym się recyklingiem. Od 1988 do 1990 był urzędnikiem w administracji berlińskiej dzielnicy Lichtenberg.
Od lat 70. prowadził działalność w ramach organizacji opozycyjnych i ekologicznych w Niemieckiej Republice Demokratycznej. W 1989 był wśród założycieli Nowego Forum, przekształconego w partię polityczną Związek 90. W 1990 został wybrany do Izby Ludowej, w tym samym roku – po zjednoczeniu Niemiec – objął mandat deputowanego do Bundestagu. W niższej izbie niemieckiego parlamentu zasiadał nieprzerwanie do 2005, od 1993 jako reprezentant ugrupowania Zielonych. W 1998 objął funkcję rzecznika frakcji ds. gospodarczych.
W wyborach w 2009 z listy Zielonych został wybrany do Parlamentu Europejskiego. Zasiadł w grupie Zielonych i Wolnego Sojuszu Europejskiego, a także w Komisji Spraw Zagranicznych.